# Ellen DeGeneres
Ellen Lee DeGeneres (Metairie, Louisiana, 1958. január 26. –) Primetime Emmy- és többszörös Daytime Emmy-díjas amerikai humorista, színésznő és jelenleg a nevével fémjelzett talk show Emmy-díjas műsorvezetője. Volt már házigazdája az Oscar-gálának és az Emmy-díj átadó ünnepségének is. Mint színésznő szerepelt a Mr. Wrong-ban, feltűnt az EDTV-ben, a Szerelmeslevél-ben, és az ő hangján szólalt meg Dory a nagy sikerű Pixar-produkcióban, a Némóban. DeGeneres szerepelt két televíziós helyzetkomédiában is, 2001-től 2002-ig az Ellen-show-ban, valamint az Ellen-ben 1994 és 1998 között. 1997-ben az Ellen negyedik szezonja alatt nyilvánosságra került a színésznő leszbikussága Oprah Winfrey műsorában. Nem sokkal később az általa játszott szereplő, Ellen Morgan is vállalta leszbikusságát, és a sorozat különféle LMBT témákkal folytatódott.

## Családi háttér
DeGeneres 1958-ban a louisianai Metairie-ben született Elliot DeGeneres biztosítási ügynök és Elizabeth (Betty) Jane Pfeffer logopédus gyermekeként, akinek felmenői között francia, német, angol és ír ősök voltak. A bátyjával – Vance DeGeneresszel, aki színész és egy rockbanda, a Cowboy Mouth gitárosa – Ellen 13 éves koráig a keresztény tudomány elvei szerint nevelkedett. Ellen édesanyja, Betty és az édesapja, Elliot 1973. december 4-én beadták a válókeresetet, és 1974 januárjában váltak el. Nem sokkal a válás után Betty Jane újra férjhez ment Roy Gruessendorfhoz, aki szintén eladóként dolgozott. Betty Jane és Ellen Gruessendorffal elköltözött New Orleans környékéről a texasi Atlantába. Vance az édesapjukkal maradt New Orleansban. DeGeneres 1976. május 21-én érettségizett az atlantai középiskolában, miután az első éveit a Grace King Középiskolában, Metairie, Louisianában töltötte. DeGeneres visszaköltözött New Orleansba, hogy a New Orleans-i Egyetemre járjon kommunikáció szakra. Az első félév után otthagyta az iskolát, hogy irodai munkát végezzen egy jogi vállalatnál unokatestvérével, Laura Gillennel. Munkája mellett a New Orleans-i lakeside-i bevásárlóközpontban található Merry-Go-Round boltfiókjában ruhákat adott el. De munkatapasztalatai között volt pl.: pincérkedés a TGI Friday-nél és egy másik étteremben, házfestés, hoszteszkedés és pultosmunka.

## Karrierje

### "Stand-up" comedy
Ellen – mielőtt felküzdötte magát – kis klubokban és kávéházakban stand-up komédiákat adott elő, 1981-re már a Clyde's Comedy Clubjában műsort vezetett. Az IMDb szerint bohózatai alapján Bob Newhart női leszármazottjaként emlegették. Az 1980-as évek elején országszerte kezdett turnézni, végül elnyerte a Showtime kábeltelevízió hálózat által szponzorált versenyen a "Legviccesebb Ember Amerikában" címet. Ezután képes volt magasabb szinten dolgozni. Először a Tonight Show-ban Johnny Carsonnal tűnt fel 1986-ban.

### Korai filmes megjelenései
Televíziós és filmes munkái a 80-as évek végén, 90-es évek elején kezdődtek. Többek között szerep az Open House tv-sorozatban és a Coneheads (Csúcsfejek) című filmben.

### Ellen(Helyzetkomédiák, 1994–1998)
Ellen humoranyaga az 1994–1998-as Ellen-börleszk (az első négy szezonban Az én barátaim címen futott) sikertémájává változott. Az ABC showműsora népszerű volt az első pár évadban, részben DeGeneres szokatlan, köntörfalazó humora miatt, amit gyakran a női Seinfeldként emlegettek.
Az Ellen nézettségi csúcsát 1997 februárjában érte el, amikor DeGeneres elismerte homoszexualitását az Oprah Winfrey Showban.
Ezután komédiás egyénisége is előbújt áprilisban, mikor elmondta terapeutájának (Oprah Winfrey játszotta), hogy meleg.
A kiinduló rész "Puppy Episode" volt az egyik legmagasabban rangsorolt epizódja a shownak. A sorozat későbbi részei nem hasonlíthatóak össze ennek népszerűségével és miután a nézettség romlott, a show lekerült műsorról. DeGeneres visszatért a stand-up komédiások körébe és később sikeres talk show vezetőként újra önmagára talált.

### Ellen energiakalandja
DeGeneres filmek sorozatában játszott egy előadás kedvéért, amit Ellen's Energy Adventure (Ellen Energia Kalandjának) neveztek, ami egy Universe of Energy (Világegyetem energiája)rendezvény része Walt Disney Epcotjánál. A filmben szerepelt Bill Nye, Alex Trebek, Michael Richards és Jamie Lee Curtis is. Az előadás akörül forgott, hogy DeGeneres elalszik és a Jeopardy! energia-témájú verziójában találta magát, aki egy öreg rivális (Curtis által alakított) és Albert Einstein ellen játszik. A következő filmben, amiben DeGeneres ismeretterjesztő jelleggel mutatja be az energiát, Nye-al közösen játszottak. Az utazás 1996. szeptember 15-én indult, mint Ellen's Energy Crisis (Ellen energia válsága), de gyorsan átkeresztelték a sokkal pozitívabb hangzású Ellen's Energy Adventure-ra (Ellen energiakalandjára).

### Az Ellen Show(helyzetkomédia, 2001–2002)
DeGeneres 2001-ben visszatért a televíziózáshoz egy új CBS börleszkkel a The Ellen Show-val. Bár személye megint csak egy leszbikus volt, nem ez volt a show fő témája. Az Ellen show jó kritikákat kapott, de az alacsony nézettség miatt az első szezon után lekerült a képernyőről.
Ez alatt az idő alatt Ellen széles megvilágítást kapott 2001. november 4-én, amikor az Emmy-díjátadó gálát vezette. Két halasztás után mutatták be hálózati nyugtalanság miatt, mert egy előkelő díszünnepély – a 2001. szeptember 11-i támadásokat követően – érzéketlennek tűnt volna, a gála komorabb hangnemet kíván, ami megengedné a nézőknek, hogy átmenetileg elfeledjék a tragédiát. DeGeneres azon az estén számos vastapsot kapott teljesítményéért például ezért a sorért: "Azt mondták, hogy éljük az életünket a megszokott módon, mert ha másképp teszünk hagyjuk a terroristákat győzni. És tényleg; mi boríthatná ki a tálibokat jobban, mint egy öltönyt viselő meleg nő egy zsidókkal teli teremben?"

### Hangkölcsönzései
DeGeneres kölcsönözte a hangját Dory-nak is –  egy halnak, akinek csak rövid távú memóriája van (a magyar nyelvű változatban Senilla néven fut) – a nagy sikerű, 2003 nyarán bemutatott Disney/Pixar animációs filmben, a Némóban. A film rendezője, Andrew Stanton azt mondta, azért választotta őt, mert a show-jában „ötször témát váltott, mielőtt egy mondatot befejezett volna”. A filmmel DeGeneres visszatért a rivaldafénybe olyan kritikákkal, amelyek lelkesen tudósítottak róla. Megnyerte a Science Fiction Szaturnusz-díját, a Fantasy&Horror Films „legjobb női mellékszereplő” díját, a Nickelodeon Gyermekek Választása „kedvenc hang egy animációs filmből” díját és a Nemzetközi Filmszövetségtől az Annie díjat kitűnő hangjátékáért. Jelölt volt a Chicago Filmkritikusok Szövetségének díjára a „legjobb női mellékszereplő” kategóriában is. Az Ő hangján szólalt meg Eddie Murphy Dr. Dolittle című filmjében lévő kutya is.

### Az Ellen DeGeneres Show(talk show, 2003-as megjelenés)
2003 szeptemberében DeGeneres elindított egy nappali beszélgetős műsort, a The Ellen DeGeneres show-t. Számos, hírességek által vezetett talk show került felszínre 2003-ban (beleértve Sharon Osbourne-t és Rita Rudnert), DeGeneres műsora egyenletesen fejlődött és széles körű kritikai dicséretet kapott. A show 11 napközbeni Emmy díjra volt jelölve az első szezonban, amiből 4-et megnyert, beleértve a legjobb talk show-t is. A műsor 15 Emmy díjat nyert műsorra tűzésének első három évadjában. Az Ellen DeGeneres show az első beszélgetős műsor a televíziózás történetében, amelyik Emmy díjat nyert, mint kiváló talk show, megjelenésnek első három évadjában. DeGeneres ismert arról, hogy táncol és énekel közönségével a show elején és a reklámszünetekben. Szponzorai segítségével gyakran ajándékoz nyereményeket és utazásokat a stúdió közönségének. 2005. november 17-én a műsort visszafelé játszották le. 2004 novemberében DeGeneres az American Express egyik reklámkampányában tűnt fel. Legutóbbi American Express reklámja egy kétperces fekete-fehér hirdetés, amelyben állatokkal dolgozik 2006 novemberében került nyilvánosság elé, készítője Ogilvy & Mather. 2007-ben ez a reklám elnyerte a kiváló reklámnak járó Emmy-díjat.
2005 augusztusában DeGeneres-t még egyszer felkérték, hogy legyen a 2005-ös Emmy díjátadó gála műsorvezetője, amelyet 2005. szeptember 18-án tartottak. ( A díjátadó ünnepség három héttel azután volt, amikor a Katrina hurrikán letarolta a mexikói-öblöt. Így másodszor fordult elő, hogy mikor Ellen vezette a ceremóniát, nemzeti tragédia történt.) Ellen new orleans-i és a tragédia az otthonához közel történt. Amikor bejelentette, hogy megint házigazdája lenne az Emmy-nek, viccelődött, " Ismersz, bármilyen kifogás, hogy ruhát kelljen felvennem." 1996-ban és 1997-ben műsorvezetője volt a Grammy-díjnak is.
2006 februárjában Ellen úgy ünnepelte a harmincadik osztálytalálkozóját, hogy az egész osztályt Kaliforniába vitette, hogy legyenek a show vendégei. Megajándékozta az Atlanta High School-t egy meglepetés ajándékkal, egy új elektronikus, LED kijelzéses hirdetőtáblával.
2006 májusában DeGeneres meglepetésszerűen ellátogatott a Tulane University tanévzárójára Baton Rouge-ba. George H. W. Bush és Bill Clinton után lépett a pódiumra fürdőköpenyben és szőrös papucsban. "Azt mondták mindenki köntösben lesz," mondta.
2007 márciusában DeGeneres folytatta showját egyhetes Universal Studios Orlando-beli forgatással olyan vendégekkel, mint Jennifer Lopez és Lynyrd Skynyrd. Ellen bohóckodott a Hulk Roller Coaster Ride-on( Hullámvasút)és a Jaws Boat Ride-on.
2007 májusában DeGeneres egy, a hátában elszakadt ínszalag miatt ágynyugalomba kényszerült. Még a kórházi ágyból is folytatta a műsorvezetést, ahol egy férfiápoló ápolta, amit így kommentált: "a show-nak folytatódnia kell, ahogy mondták." A vendégek is kórházi ágyakon ültek.
2008 márciusában Ellen ismét a floridai Orlandóból, az Universal Studios Orlando-ból jelentkezett olyan vendégekkel, mint a Jonas Brothers és Jeff Foxworthy. A műsor 2022-ben befejeződött.

### 79. Oscar-gála

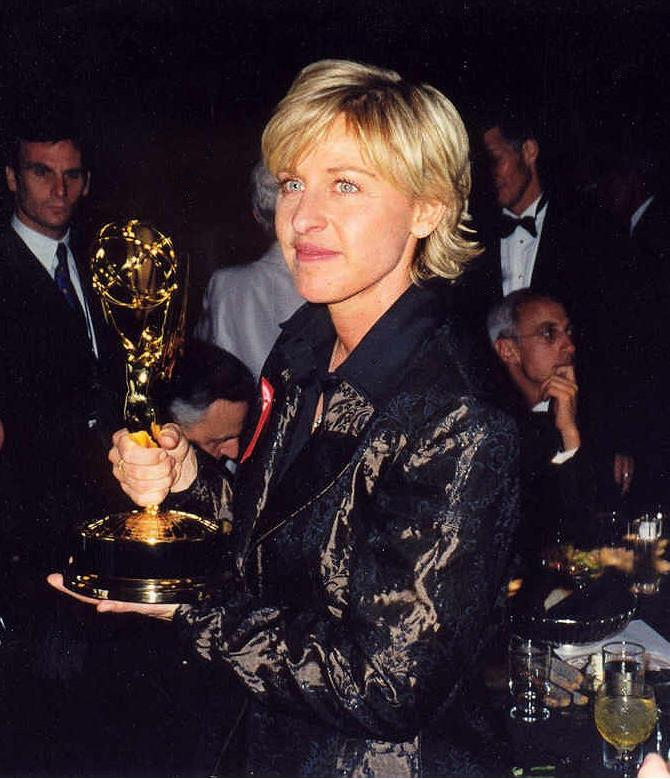
Ellen DeGeneres at the Emmy Awards, 1997

2006. szeptember 7-én DeGeneres-t ismét felkérték, hogy legyen a 79. Oscar-gála háziasszonya, ami 2007. február 25-én került megrendezésre. Azzal, hogy ezt elvállalta, Ő volt az első, nyíltan leszbikus műsorvezetője a jeles eseménynek. A díjkiosztó gála alatt DeGeneres így nyilatkozott: "Micsoda csodálatos éjszaka, sok a különbözőség a teremben egy olyan évben, amikor nagyon sok negatívumot mondtak az emberek faji és szexuális hovatartozásról, a vallásaikról. De én ezt itt kimondom:gondold el, ha nem lennének feketék, zsidók és melegek, nem lennének Oscarok, vagy bárki, akit Oscarnak neveztek el." A műsorvezetéséről szóló kritikák pozitívak voltak, íme egy közülük: "DeGeneres csodálatos volt, egész végig nem felejtette el, hogy Ő nemcsak azért volt ott, hogy az Oscar-jelölteket szórakoztassa, hanem, hogy az otthon ülő közönséget is megcsiklandozza." Valóban, Regis Philbin azt mondta egy interjúban, hogy "az egyetlen panasz az volt, hogy nem volt elég Ellen."
DeGeneres-t Emmy-díjra jelölték, azért a munkájáért, ahogy az Oscar-gálát közvetítette, de a díjat végül Tony Bennett kapta.

### 86. Oscar-gála
2013. augusztus 2-án jelentették be, hogy Ellen lesz a házigazdája a 2014. március 2-án megrendezésre kerülő Oscar-gálának.

### 2007-es Írók Egyesülete sztrájk
DeGeneres – mint sok más színész, aki egyben író is – tagja az American Federation of Television and Radio Artists (Amerikai Televíziós és Rádiós Művészek Szövetsége) AFTRA és a Writers Guild of America (Amerika Íróinak Egyesülete) WGA-nak is. Így, bár DeGeneres szóban támogatta a 2007-es WGA sztrájkot, de amikor az átlépte az előőrs vonalat egy nappal azután, ahogy a sztrájk elkezdődött, már nem támogatta. Tettei a következő válaszra sarkallták az egyesületet: "Sajnálatosnak találjuk, hogy Ellen egy teljes hetet sírt és harcolt egy olyan kutyáért, amit elajándékozott; az írókért viszont képtelen volt kiállni egy napnál tovább – írók, akik segítségével Ő rendkívül sikeres." Képviselői azt mondták, hogy Ellen versenyben volt a többi első bemutatós show műsorokkal a novemberi tisztogatási versenyben, és nem akarta kockáztatni szerződéseit, vagy hogy talk show-ja elveszítse műsoridejét. A sztrájkolókkal való szolidaritásként DeGeneres kihagyta monológját (amit általában WGA írók készítenek) a sztrájk ideje alatt. A WGA elítélte Őt és azt mondta, hogy "nem látták szívesen New Yorkban", az AFTRA viszont megvédte.

### Díjak
Golden Globe különdíj
- 2020. január 5. Carol Burnett-életműdíj

Emmy díjak
- 2007 Kitűnő Talk Show, The Ellen DeGeneres Show
- 2007 Kitűnő Talk Show Műsorvezető, The Ellen DeGeneres Show
- 2006 Kitűnő Talk Show, The Ellen DeGeneres Show
- 2006 Kitűnő Talk Show Műsorvezető , The Ellen DeGeneres Show
- 2006 Kitűnő Szaktanfolyam Alkotás , The Ellen DeGeneres Show
- 2005 Kitűnő Talk Show, The Ellen DeGeneres Show
- 2005 Kitűnő Talk Show Műsorvezető, The Ellen DeGeneres Show
- 2005 Kitűnő Szaktanfolyam Alkotás , The Ellen DeGeneres Show
- 2004 Kitűnő Talk Show, The Ellen DeGeneres Show

Emmy díjak
- 1997 Kitűnő Komédia Sorozat Írás, Ellen (a "kutya epizódért")

Emberek Választása Díjak
- 2008 Kedvenc Napközbeni Talk Show Műsorvezető
- 2008 Legviccesebb Női Sztár
- 2007 Kedvenc Napközbeni Talk Show Műsorvezető
- 2007 Legviccesebb Női Sztár
- 2006 Kedvenc Napközbeni Talk Show Műsorvezető
- 2006 Legviccesebb Női Sztár
- 2005 Kedvenc Napközbeni Talk Show Műsorvezető
- 2005 Legviccesebb Női Sztár

Gyermekek Választása Díjak
- 2004 Egy Animációs Film Kedvenc Hangja, Némó

Első Éves Hullám Díj, Rádiós Művészek Akadémiája, Videó és Szórakoztatás
- 2007 Kedvenc Talk Show Műsorvezető, Ellen: Lendületben!, Ellen DeGeneres & Sprint TV

## Magánélete
Ellen jelenleg házasságban él Portia de Rossi színésznővel, akit az Az ítélet: család (Arrested Development) című TV show-ból ismerhetünk.
DeGeneres korábbi kapcsolata az Another World – (Másvilág) színésznőjével Anne Heche-sel a bulvársajtó számára kitűnő alapanyag volt. Számos reflektorfényben eltöltött év után Heche szakított DeGeneres-szel és hozzáment Coley Laffoon operatőrhöz. Ezután DeGeneres-nek a színésznő/rendező/fotós Alexandra Hedisonnal volt kapcsolata. A The Advocate magazin címoldalán is szerepeltek (ami a szakításuk után jelent meg a sajtóban). 2004-től tart a kapcsolata Az ítélet: család és a korábbi Ally McBeal sztárral, Portia de Rossival. DeGeneres és de Rossi jelenleg Beverly Hills-ben élnek 3 kutyával és 4 macskával.
Ellennek van egy bátyja, Vance, aki egyszer, mint vendég tűnt fel az Ellenben 1994-ben. Vance szintén tudósító volt a The Daily Show-nál 1999-től 2001-ig. Könyvében, a Love, Ellenben DeGeneres anyja, Betty DeGeneres leírja, hogy kezdetben mennyire sokkolta, mikor kiderült lánya leszbikussága, de később ő lett a legerősebb támogatója. Betty DeGeneres aktív tagja a PFLAG-nak és szóvivője a HRC Coming Out Projectnek és mellráktúlélő is.
Miután kiderült Ellen leszbikussága, a keresztény hittérítő Jerry Falwell Ellen DeGenerate-ként emlegette Őt egy szentbeszédében. Ellen elutasítóan válaszolt: "Tényleg így hívott engem? Ellen DeGenerate? Negyedikes korom óta így hívnak." 2007-ben a Forbes besorolása szerint személyes vagyona eléri a 65 millió dollárt.

## Televíziós munkái
- Az éjszaka hölgyei (1988)
- Vendégeskedés (1989–1990)
- Laurie Hill (1992–1993)
- Roseanne mint Dr. Whitman (1995)
- Ellen (1994–1998)
- Megőrülök érted mint Nancy Bloom (1998)
- Ha ezek a falak beszélni tudnának 2 (2000)
- Ellen DeGeneres: A kezdés (2000)
- Will & Grace mint Louise nővér (2001)
- A szélen (2001)
- The Ellen Show (2001–2002)
- Ellen DeGeneres: Itt és most (2003)
- The Ellen DeGeneres Show (2003 – 2022)
- Sírhant művek (saját maga) (2004)
- 57th Annual Primetime Emmys (2005)
- 79. Oscar-gála (műsorvezető) (2007. február 25.)
- American Idol: A bálvány visszaad (műsorvezető partner) (2007. április)
- Ellen Igazi Nagy Show-ja (2007)
- Áll az alku mint modell (2008)

## Filmográfia
- Fáradságos Hold (1990) (rövid téma)
- Aranyköpések (1991) (dokumentum)
- Csúcsfejek (1993)
- Trevor (1994) (rövid téma)
- Ellen Energiakalandja (1996)
- Mr. Wrong mint Martha Alston (1996)
- Viszlát szerető (1998)
- Dr. Dolittle mint John Dolittle kutyája (1998) (hang)
- EdTV mint Cynthia (1999)
- A szerelmeslevél mint Janet Hall (1999)
- Ha ezek a falak beszélni tudnának 2 mint Kal (2000)
- Pauly Shore halott saját magát játssza (2003)
- Némó nyomában mint Szenilla (2003) (hang)
- Az én rövid filmem (2004) (rövid téma)

### Könyvei
- My Point... And I Do Have One (A mondandóm lényege... tényleg van neki) (1995)
- The Funny Thing Is... (A vicces dolog az…) (2003)
- Seriously... I'm Kidding (Komolyan... csak viccelek) (2011)
- Szórakozol velem?![6] (Álomgyár kiadó, 2016)

### Diszkográfia
- Ellen DeGeneres: Ezt kóstold meg
- The Ellen DeGeneres Show: DVDlicious

### Elismerések
- ICONS: A világ leszbikusainak és melegjeinek történelme, első rész – Komédia Központú sztár Jade Esteban Estrada ábrázolja DeGeneres-t egy nagy sikerű magánvígjátékban 2002-ben.

## Magyarul megjelent művei
- Szórakozol velem?!; ford. Stella Márta; Álomgyár, Bp., 2016